# Pierre Joseph Desault

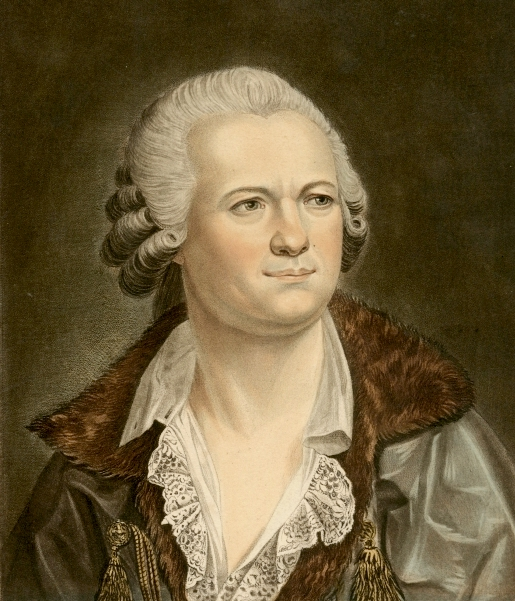
Pierre Joseph Desault

Pierre Joseph Desault (n. Vouhenans en Haute-Saône, 6 Febrer de 1744 - † Paris, 1 de junio de 1795). Ilustre anatomista y cirujano francés de finales del siglo XVIII. Fue médico del hijo de Luis XVI de Francia durante su encarcelamiento en la prisión de la Tour du Temple, durante la Revolución francesa.

## Carrera profesional

### Época previa a la Revolución francesa
Después de adquirir su vocación quirúrgica con el cirujano – barbero de su ciudad natal, aprendió Anatomía y Cirugía en el Hospital Militar de Belfort. Se trasladó a París en 1764 a la edad de 20 años, abrió una escuela de Anatomía en el invierno de 1766, gozando de cierto éxito. Aprendió el arte de la cirugía de Petit y otros cirujanos célebres de la época. En su carrera profesional fue nombrado sucesivamente profesor de la "École Pratique", miembro del Colegio de Cirugía (1776), cirujano jefe del Hospital de la Charité en 1782 y posteriormente del Hospital de l'Hôtel-Dieu en 1788.

### Revolución francesa
Durante la Revolución francesa, se abocó totalmente al cuidado de enfermos y heridos. Fue elegido en 1792 miembro del Comité de Salud Militar y nombrado profesor de Clínica Qurúrgica en la nueva Escuela de Salud. A pesar de ello, el 28 de mayo de 1793, fue arrestado como sospechoso, debiendo su liberación a una cincuentena de médicos que remitieron a Antoine-François Fourcroy, reputado diputado de la Convención Nacional, una petición intercediendo por su libertad. Se le encargó asistir en 1795 al hijo de diez años de Luis XVI de Francia, heredero al trono y proclamado rey como Luis XVII por los monárquicos al ser gullotinado su padre en 1793, y que moriría ese mismo año en prisión. Desault también falleció entonces, a la edad de 51 años, corriendo el rumor de que había sido envenenado por haberse negado a ejecutar ciertos proyectos criminales del gobierno revolucionario contra el hijo de Luis XVI de Francia. La autopsia, efectuada al cadáver de Pierre Joseph Desault, no halló rastro alguno de veneno.

## Aportación médica de Desault

### Profesor y cirujano
Pierre Joseph Desault se labró un enorme prestigio en su época tanto como cirujano como profesor. Sus clases de Anatomía se caracterizaban por ser impartidas con la disección de cadáveres y no con la mera ayuda de ilustraciones o imágenes de cera. Contribuyó de forma importante al desarrollo de la anatomía quirúrgica. La cirugía le debe un gran número de innovaciones y perfeccionamientos, entre los que destacan sus instrumentos para el tratamiento de las fracturas y para el de las enfermedades de las vías urinarias. Entre sus alumnos más insignes figuran Xavier Bichat y Dominique-Jean Larrey.
Dentro de su querido Hotel-Diu pernoctaba en las noches a fin de atender las Urgencias (Puede considerarse el padre de la Cirugía de Trauma mundial), así como su sistema clínico de enseñanza, idealizó el sistema de las residencias médicas más de 100 años antes que Halsted, iniciaba a las 7am con paso de visita, 1000am curaciones, clase a las 1200 disección de cadáveres por la tarde, Diseñó un sistema de amputación que sustituyó a todo lo concebido por Celso y Paré e inició la escuela que culminaría en los procedimientos de Larrey, Farabeuf, Sedillot, Malgaigne, Montes de Oca y Le Fort.

### Publicaciones
No realizó publicaciones por sí mismo, pero sus aportaciones se difundieron y son conocidas por otros autores:
- François Chopart, amigo suyo, en el Tratado de Enfermedades Quirúrgicas, redactado en común con Desault, 1780
- Xavier Bichat, publicó bajo su nombre, de forma póstuma, 4 volúmenes de las "Oeuvres chirurgicales", 1798-1799.

- Datos: Q1235492
- Multimedia: Pierre-Joseph Desault / Q1235492